# Transpozycja (muzyka)
Transpozycja – przeniesienie utworu muzycznego lub jego części, o ustalony interwał w górę lub w dół, co odpowiada zmianie tonacji utworu. Transpozycji dokonuje się zwykle w celu dostosowania utworu do możliwości wykonawczych konkretnego instrumentu, przy wykonywaniu utworu na innym instrumencie niż przewidziane zostało to przez kompozytora.
W przypadku utworu zarejestrowanego na nośniku takim jak taśma magnetyczna lub płyta CD, transpozycji można dokonać w sposób mechaniczny lub elektroniczny, poprzez zmianę szybkości odtwarzania. Zabieg taki zmienia także tempo oraz barwę dźwięku.
Transpozycji o interwał prymy zwiększonej w górę odpowiada zmiana tonacji na taką, która posiada 7 krzyżyków więcej niż tonacja wyjściowa. Na przykład z C-dur (0 krzyżyków) do Cis-dur (7 krzyżyków). Analogicznej transpozycji w dół odpowiada odjęcie 7 krzyżyków, lub dodanie 5 bemoli. Dodawanie i odejmowanie wykonywane jest przy tym modulo 12. Na przykład przy przejściu z C-dur o sekundę małą w dół, otrzymuje się tonację mającą liczbę krzyżyków równą (0-7) mod 12=12-7=5, czyli H-dur, enharmonicznie równoważną 7-bemolowej tonacji Ces-dur (bemole traktuje się tutaj jak „ujemne krzyżyki”).